# Język cochimí
Język cochimí – wymarły język z rodziny yuman-cochimí. Używany był w północnej części Kalifornii Dolnej przez lud Cochimí. Znany jedynie z zapisków jezuickich misjonarzy z XVIII wieku (głównie Miguela del Barco). Wymarł najprawdopodobniej na początku XX wieku.
Jezuici wyróżniali dwa dialekty języka: północny i południowy. Umowną granicę między ich zasięgiem stanowiła misja San Ignacio de Kadakaamán w dzisiejszej Kalifornii Dolnej Południowej.

## Teksty
Poniższy tekst jest zapisem modlitwy Ojcze nasz w cochimí, dokonanym przez Francisco Xaviera Clavijero:

Va-bappa amma-bang miarnu,

rna-rnang-ajua huit maja tegem:

amat-mathadabajua ucuem:

kern-rnu-jua arnrna-bang vahi-mang amat-a-nang la-uahim.

Teguap ibang gual güieng-a.vit-a-jua ibang-a-nang packagit:

-mut-pagijua abadakegem, rnachi uayecgjua packabaya..guern:

kazet-aduangarnuegnit,pacurn:

guangrnayi-acg packadabanajarn.

Amén.